# Pierre Messmer

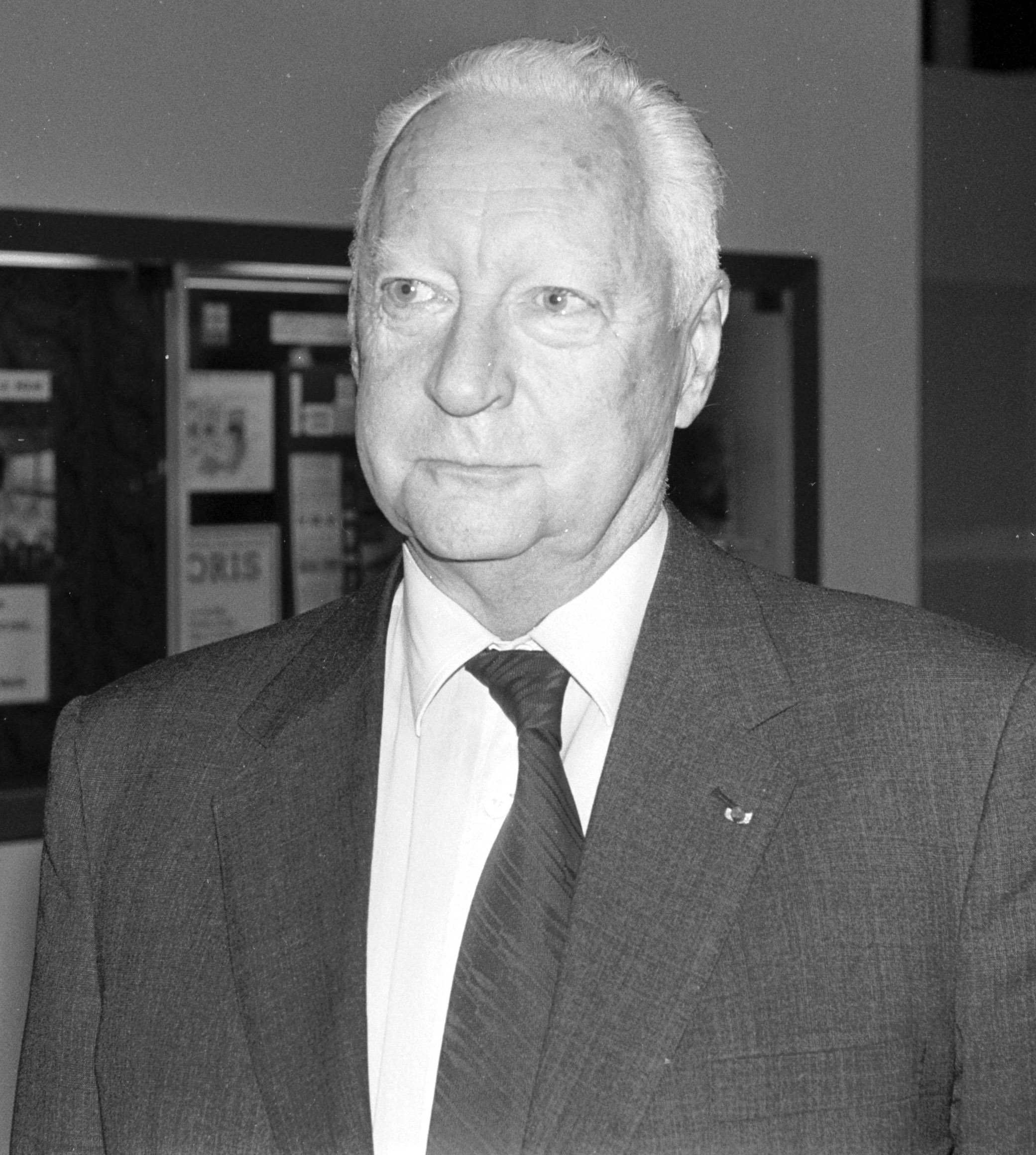
Pierre Messmer in Trouville 1988

Pierre Messmer (* 20. März 1916 in Vincennes; † 29. August 2007 in Paris) war ein französischer Politiker der gaullistischen Parteien UNR/UDR und später RPR. Von 1960 bis 1969 war er Verteidigungsminister und von 1972 bis 1974 Premierminister Frankreichs. In seine kurze Amtszeit fällt der Beginn des Bauprogramms für Kernkraftwerke, welches bis 1989 zum Bau von 56 Reaktoren führte.

## Leben

### Jugend und Ausbildung
Pierre Messmer wurde 1916 in eine aus dem Elsass stammende Familie geboren, die nach dem Deutsch-Französischen Krieg 1871 für Frankreich optiert hatte. Er besuchte die private (katholische) École Massillon und das Lycée Charlemagne sowie die Vorbereitungsklasse am Lycée Louis-le-Grand in Paris. 
Dann studierte er von 1934 bis 1937 an der École nationale de la France d’Outre-Mer (der vormaligen Kolonialschule) im Zweig für Kolonialverwaltung in Afrika und Madagaskar sowie von 1934 bis 1936 am Institut national des langues et civilisations orientales, wo er ein Diplom in Malagasy machte. Als Reserveoffiziersanwärter leistete er von 1937 bis 1939 Militärdienst im 12. Regiment der Tirailleurs sénégalais (senegalesischen Schützen). Mit einer Arbeit über „das System der Kolonialanleihen“ promovierte er 1938 an der Universität Paris zum Doktor des Rechts.

### Zweiter Weltkrieg und Indochina-Krieg
Im Zweiten Weltkrieg war Messmer 1939 zunächst Leutnant beim 12. Regiment der Tirailleurs sénégalais. Nach der Niederlage von 1940 schloss er sich den von Charles de Gaulle ins Leben gerufenen Streitkräften des Freien Frankreich an. Als Offizier der 13. Halbbrigade der Fremdenlegion kämpfte er in Eritrea (vgl. Ostafrikafeldzug), Syrien und Nordafrika (Schlacht von Bir Hakeim und El-Alamein, Oktober 1942). Im Stab des Generals Pierre Kœnig war er 1944 an der Landung in der Normandie und der Befreiung von Paris beteiligt. 
Im August 1945 kam Messmer als Fallschirmjäger nach Französisch-Indochina. Dort wurde er im Indochinakrieg (1946 bis 1954) von den Việt Minh gefangen genommen, konnte aber nach zwei Monaten aus der Gefangenschaft fliehen.

### Verwaltungsbeamter in den Kolonien
In der Folge übte Messmer zahlreiche Funktionen in der Verwaltung der französischen Kolonien, nun „Überseegebiete“ genannt, aus. 1946 wurde er Generalsekretär des interministeriellen Ausschusses für Indochina (Comité interministériel pour l’Indochine), von 1947 bis 1948 war er Büroleiter (directeur de cabinet) des französischen Hochkommissars in Indochina, Émile Bollaert. 1950 wechselte er nach Französisch-Westafrika und wurde zunächst Kreisverwalter der Region Adrar in Mauretanien, 1952 dann Gouverneur von Mauretanien. Von 1954 bis 1956 war er Gouverneur der Elfenbeinküste. 1956 kehrte er für kurze Zeit als Büroleiter des Überseeministers (Gaston Defferre, ministre de la France d’outre-mer) nach Paris zurück, bevor er noch im selben Jahr Hochkommissar im Kamerun wurde. 1958 übte er kurzzeitig die Funktion des Hochkommissars in Französisch-Äquatorialafrika aus. Von 1958 bis 1959 war Messmer Hochkommissar in Französisch-Westafrika.

### Minister für Nationale Verteidigung
Nach der Gründung der Fünften Republik durch Charles de Gaulle wurde Messmer im Februar 1960 Armeeminister. In seine Amtszeit bis April 1969 fielen der „Aufstand der Generäle“ im April 1961, die Beendigung des Algerienkrieges 1962, die Reduzierung und Umstrukturierung der französischen Streitkräfte am Ende der Kolonialära sowie der Austritt Frankreichs aus der militärischen Integration der NATO 1966. Er verschaffte Frankreich die vom Staatspräsidenten de Gaulle gewünschte Atomstreitkraft. 
In diesem Zusammenhang verantwortete Messmer auch die Auswirkungen der französischen Kernwaffentests („Essai nucléaire“) – teils oberirdisch – seit Beginn der 1960er Jahre: 
- 1960–1961 führte Frankreich in besiedeltem Gebiet, nämlich in der algerischen Sahara nahe Reggane, vier oberirdische Atomwaffentests durch. Bis zu 30.000 Menschen erlitten dadurch in der Folgezeit Schäden.[5][6][7]
- Bei In Ekker führte die französische Armee 13 unterirdische Kernwaffentests durch. Beim zweiten Test (1. Mai 1962) waren Messmer sowie Wissenschaftsminister Gaston Palewski anwesend. Die Explosion blies Radioaktivität in die Atmosphäre; etwa hundert Personen (darunter die beiden Minister) wurden mit einer Strahlendosis von jeweils über 50 mSv verstrahlt.

- Vom 2. Juli 1966 bis zum 14. September 1974 führte Frankreich weitere 41 oberirdische Tests durch.

1971 war Messmer kurze Zeit Überseeminister (ministre de la France d’outre-mer).

### Amtszeiten als Premierminister
Am 6. Juli 1972 wurde Messmer von Staatspräsident Georges Pompidou als Nachfolger von Jacques Chaban-Delmas zum Premierminister ernannt. Messmer leitete in der Folge drei kurzlebige Regierungen (6. Juli 1972 bis 2. April 1973, 5./6. April 1973 bis 1. März 1974, 1. März 1974 bis 28. Mai 1974).

### Tätigkeiten als gewählter Volksvertreter
Neben seinen Funktionen in hohen Regierungsämtern war Messmer von 1968 bis 1988 auch Abgeordneter der Nationalversammlung für das Département Moselle. Von 1986 bis 1988 war er Fraktionsvorsitzender des gaullistischen RPR in der Nationalversammlung.
Außerdem war er von 1971 bis 1989 Bürgermeister von Sarrebourg, von 1978 bis 1979 Präsident des Regionalrats von Lothringen und von 1979 bis 1980 Mitglied des Europäischen Parlaments.

### Rückzug aus der Politik
Im Jahr 1988 wurde Messmer nach seinem Rückzug aus der Politik in die Académie des sciences morales et politiques (eine der fünf Akademien des Institut de France) gewählt, deren „Ewiger Sekretär“ (secrétaire perpétuel) er von 1995 bis 1998 war. 1995 wurde er Präsident des Institut Charles de Gaulle. Am 25. März 1999 wurde er in die Académie française gewählt, auf den Platz von Maurice Schumann („13. fauteuil“). 1999 bis 2006 war er Kanzler des Institut de France. Seit Oktober 2001 war Messmer auch Präsident der Fondation de la France Libre. Seit 2006 war er Kanzler des Ordre de la Libération. Pierre Messmer starb am 29. August 2007 im Militärkrankenhaus Val-de-Grâce in Paris.

## Werke
- Le Régime administratif des emprunts coloniaux (Doktoratsarbeit, 1939)
- Le Service militaire. Débat avec Jean-Pierre Chevènement (1977)
- Les Écrits militaires du général de Gaulle (1985, gemeinsam mit Alain Larcan)
- Après tant de batailles. Mémoires (1992)
- Les Blancs s'en vont. Récits de décolonisation (1998)
- Le Rôle et la place de l’État au début du XXIe siècle (2001)
- La Patrouille perdue (2002)
- Ma part de France. Entretiens avec Philippe de Saint-Robert (2003)

## Ehrungen
Pierre Messmer war Träger folgender Orden und Ehrentitel:
- Großkreuz der Französischen Ehrenlegion
- Ordre de la Libération per Dekret vom 23. Juni 1941
- Croix de guerre (sechsmal zwischen 1939 und 1945)
- Médaille de la Résistance
- Médaille des Evadés
- Kolonialverdienstmedaille mit den Gefechtsspangen «Erythrée», «Libye», «Bir-Hakeim»
- Médaille Commémorative 1939/1945
- Officier de l’American Legion
- Kommandeur du Nichan Iftikhar (Tunesien)
- Kommandeur des Königlichen Ordens von Kambodscha
- 2002: Großoffizier des Sterns von Rumänien
- 2016: anlässlich seines 100. Geburtstages wurde eine Plakette an dem Sitzplatz in der Assemblée nationale enthüllt, wo er von 1968 bis 1978 als UDR-Abgeordneter und von 1978 bis 1988 als RPR-Abgeordneter saß.[9]